# Comté de Gloucester (Nouveau-Brunswick)
Pour les articles homonymes, voir comté de Gloucester et Gloucester (homonymie).
Le comté de Gloucester (prononcé en français : /glo.sɛs.tœʁ/) est situé au nord-est du Nouveau-Brunswick, au Canada.

## Géographie
Le comté est bordé au nord par la baie des Chaleurs et à l'est par le golfe du Saint-Laurent. À part la région d'Allardville, la plupart des gens vivent près du littoral, le reste du territoire étant couvert de forêts. Il y a une grande variété de terrains. L'ouest est plutôt montagneux tandis que l'est est plat et marécageux. Le sud est un plateau avec plusieurs petits canyons. Les principaux cours d'eau sont le fleuve Népisiguit, la Grande Rivière Tracadie et la rivière Pokemouche. Il y a plusieurs îles à l'est, telles que Pokesudie, l'île de Lamèque et Miscou. Le comté peut se subdiviser en trois régions, soit Chaleurs, les Caps et la Péninsule acadienne.

## Histoire
La région fut colonisée il y a plusieurs milliers d'années par les Micmacs. Les Vikings y sont probablement venus à partir du début du XIe siècle. Des pêcheurs Basques, Bretons et Normands ont commencé à visiter la région un peu après. Jacques Cartier explora le littoral en juillet 1534. Samuel de Champlain visita la région en 1604. Dans les décennies suivantes, des missionnaires et des marchands, tels que Nicolas Denys et Gabriel Giraud, habitèrent la région. Au XVIIIe siècle, des Acadiens, en général pour échapper à la déportation des Acadiens, vinrent s'établir dans la région. Ils furent en partie déportés en 1761 lors du raid de Roderick MacKenzie. Après la Proclamation royale, les Acadiens déportés sont revenus s'établir dans la région, accompagnés de nouveaux arrivants, Acadiens, Canadiens, etc. Pendant la Révolution Américaine, des corsaires attaquèrent la région. Après la guerre, ce fut le tour des loyalistes et de marchands jersiais et anglais de venir s'établir.
C'est en 1826 qu'est créé le comté de Gloucester à partir du comté de Northumberland.

## Démographie
Il y avait au total 77 792 habitants en 2011 contre 78 948 en 2006, soit une baisse de 1,5 %. À noter que la baisse de population est moins forte que dans les années précédentes.
| 1996   | 2001   | 2006   | 2011   |
| ------ | ------ | ------ | ------ |
| 87 601 | 82 929 | 78 948 | 77 792 |

| 2016   | 2021   | - | - |
| ------ | ------ | - | - |
| 78 444 | 78 256 | - | - |

La majorité des habitants, soit 84,7 %, sont d'expression maternelle française. De plus, 91,8 % de la population connait le français.

## Administration

### Liste des gouvernements locaux
Le comté de Gloucester est l'un des plus populeux de la province, et est celui comptant le plus de municipalités, soit 10.
| Numéro | Nom                 | Statut                 | Population estimée (2021) | ± | Superficie (km²) | Densité |
| ------ | ------------------- | ---------------------- | ------------------------- | - | ---------------- | ------- |
| 12     | Bathurst            | Cité                   | 14896                     |   |                  |         |
| 11     | Belle-Baie          | Ville                  | 14282                     |   |                  |         |
| 10     | Belledune (partie)  | Village                | 1417                      |   |                  |         |
| 14     | Caraquet            | Ville                  | 7893                      |   |                  |         |
| DR 3   | Chaleur             | District rural         | 3616                      |   |                  |         |
| 17     | Hautes-Terres       | Ville                  | 5065                      |   |                  |         |
| 15     | Île-de-Lamèque      | Ville                  | 5246                      |   |                  |         |
| DR 4   | Péninsule acadienne | District rural         | 1934                      |   |                  |         |
| 13     | Rivière-du-Nord     | Ville                  | 3887                      |   |                  |         |
| 16     | Shippagan           | Ville                  | 5377                      |   |                  |         |
| 18     | Tracadie (partie)   | Municipalité régionale | 16114                     |   |                  |         |

Source : Statistique Canada

### Ancienne administration territoriale
Le comté de Gloucester est légalement subdivisé en 8 paroisses civiles, soit Bathurst, Beresford, Caraquet, Inkerman, New Bandon, Paquetville, Saumarez et Shippagan. Les municipalités actuelles correspondent rarement aux limites de ces paroisses, en particulier au nord de Bathurst et dans la Péninsule acadienne.
La municipalité du comté de Gloucester fut dissoute le 9 novembre 1966. Le conseil municipal était formé d'un préfet et de conseillers de paroisses. Les conseillers étaient élus au suffrage universel tandis que le préfet était élu par les conseillers.

## Économie
L'économie est dominée par le secteur primaire, en particulier l'exploitation forestière, la pêche et l'exploitation minière. Ces trois domaines vivent des problèmes importants. Le tourisme est de plus en plus développé.

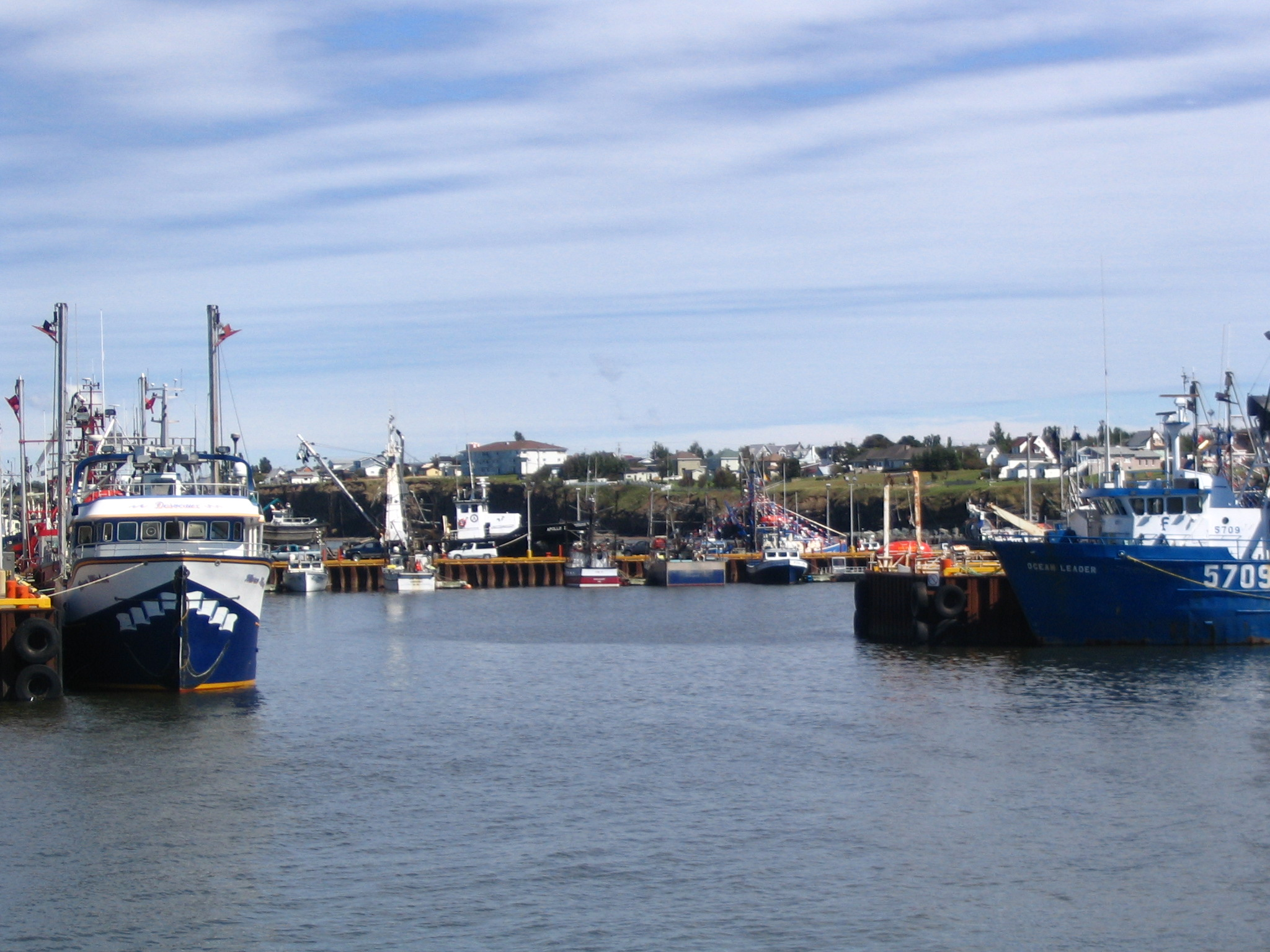
Le port de Caraquet.
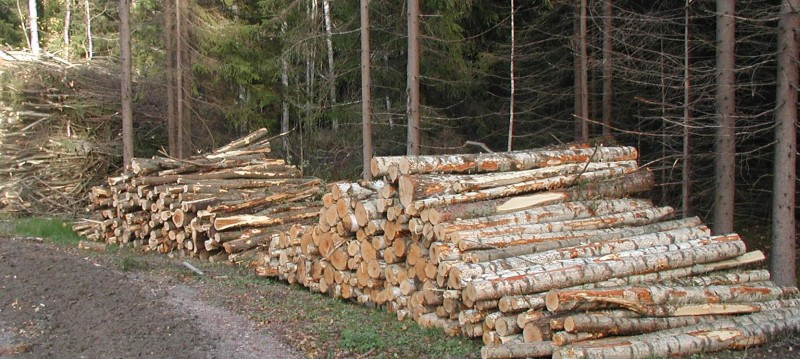
L’exploitation forestière.

## Infrastructures et services

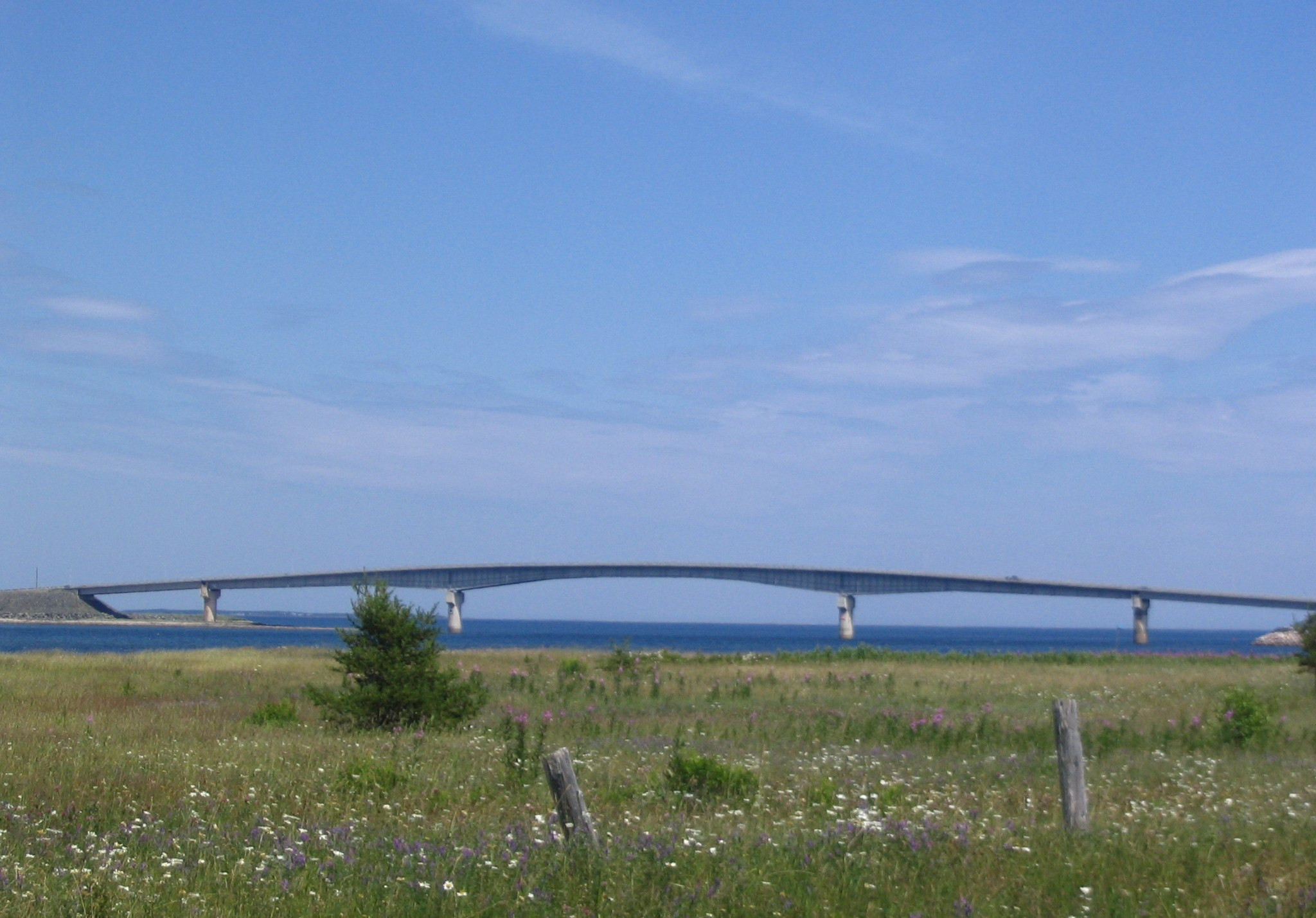
Le pont de Miscou.

Le principal moyen de transport dans le comté est l'automobile. Les routes 8, 11, 113, 134, 135, 145, 160, et 180 relient entre elles les principales communautés. À Bathurst se trouve l'aéroport régional.
Les gares de Bathurst et de Petit-Rocher sont également des moyens de transport importants. Il y a de plus quelques villes et villages de l'ouest desservis par les autobus interurbains.
Il y a un campus de l'Université de Moncton à Shippagan, un collège communautaire dans la même ville, un autre à Bathurst ainsi que plusieurs centres de formations. À Caraquet se trouve l'École des pêches du Nouveau-Brunswick.

### Parcs provinciaux
- Parc provincial de Pokeshaw
- Parc provincial de Val-Comeau
- Parc provincial de la Plage-Youghall